# Meliboeus adonis
Meliboeus adonis es una especie de escarabajo barrenador metálico del género Meliboeus, familia Buprestidae, orden Coleoptera.

## Taxonomía
Fue descrita por Obenberger en 1919 y publicada en Obenberger J. Ein Beitrag zur Kenntnis der Gattung Meliboeus Deyr. (Coleoptera- Buprestidae). Entomologische Mitteilungen 8:208-213. (1919).